# エイミー・ラロンド
エイミー・ラロンド（Amy Lalonde、1976年7月26日 - ）は、カナダ・オンタリオ州出身の女優。一部の作品ではAmy Ciupak Lalondeの名義で出演している。

## 略歴
高校の美術教師という経歴を経て、スリラー・ホラー・サスペンスを専門とするケーブルチャンネル、スクリームに製作者、脚本家、ホストとして参加する。
そういったホラー映画に精通した経緯もあり、特殊メイクや特殊効果の専門家であるボブ・キーンが監督した『HEARTSTOPPER ハートストッパー』やロン・パールマンと共演した『ファイブ・ガールズ 呪われた制服』といったホラー作品に多く出演している｡
2007年の『ダイアリー・オブ・ザ・デッド』では、ピッツバーグ大学映画学科の学生で卒業制作映画の中でヒロイン役を演じるテキサス娘のトレイシー役というメインキャストで出演した。
TVでは『ミュータントX』や『バトルスター・ギャラクティカ』に出演した。
モデルとしても活動している。

## 出演作品
| 公開年 | 邦題 原題                                      | 役名           | 備考                              |
| ------ | ---------------------------------------------- | -------------- | --------------------------------- |
| 2006   | HEARTSTOPPER ハートストッパー Heartstopper     | 看護婦         | Amy Ciupak Lalondeの名義で出演    |
| 2006   | ファイブ・ガールズ 呪われた制服 5ive Girls     | ミス・ピアース |                                   |
| 2007   | ダイアリー・オブ・ザ・デッド Diary of the Dead | トレイシー     |                                   |
| 2010   | ルーキーブルー 〜新米警官 奮闘記〜 Rookie Blue | モニカ・ダン   | テレビシリーズ、2エピソードに出演 |